# آلکسی اوچیتیل
آلکسی اوچیتیل (روسی: Алексей Учитель؛ زادهٔ ۳۱ اوت ۱۹۵۱) کارگردان فیلم و تهیه‌کننده فیلم اهل اتحاد جماهیر شوروی است.
وی در ۳۱ اوت ۱۹۵۱ در لنینگراد در خانواده فیلمساز یفیم اوچیتیل مستند به دنیا آمد. 
وی همچنین برندهٔ جوایزی همچون جایزه نیکا، جایزه عقاب طلایی، نشان دوستی و هنرمند مردمی فدراسیون روسیه شده‌است.